# Abborrtjärnen (Sunne socken, Värmland, 664567-134675)
Abborrtjärnen är en sjö i Sunne kommun i Värmland och ingår i Göta älvs huvudavrinningsområde.